# António Maria Pereira
António Maria Pereira ComC (Lisboa, 12 de Fevereiro de 1924 — Lisboa, 28 de Janeiro de 2009) foi um advogado português.

## Biografia
Herdeiro da Parceria A. M. Pereira, editora de livros que havia sido fundada pelo bisavô em 1848, António Maria Pereira licenciou-se em Direito, na Universidade de Lisboa, em 1948, e foi admitido na Ordem dos Advogados Portugueses em 1950.
Na década de 1960 iniciou com o jovem advogado Luís Sáragga Leal a criação daquela que viria a ser uma das maiores sociedade de advogados portuguesa, a PLMJ - A. M. Pereira, Sáragga Leal, Oliveira Martins, Júdice & Associados. 
Enquanto profissional viria a ter como área de especialização o Direito da Propriedade Intelectual, exercendo a esse nível funções como agente oficial de Propriedade Industrial, mandatário do Instituto Europeu de Patentes, além de delegado de Portugal na Organização Mundial de Propriedade Intelectual. Seria, também, o primeiro advogado português com o título de especialista nessa área quando da criação das especialidades na Ordem dos Advogados.
Além disso, também foi presidente do Conselho Fiscal da Câmara do Comércio Internacional; vice-presidente da Câmara de Comércio e Indústria Luso-Francesa; presidente da Assembleia-Geral da Câmara de Comércio e Indústria Luso-Espanhola. ; membro da Direcção da Câmara de Comércio e Indústria Luso-Alemã; delegado de Portugal na UNESCO e presidente da Secção Portuguesa da Comissão Internacional de Juristas.
Preso pelo COPCON em 28 de Setembro de 1974, António Maria Pereira viria a filiar-se no Partido Social Democrata, que o elegeu deputado à Assembleia da República, nas legislativas de 1980, 1987 e 1991; presidindo nessa última legislatura (1991-1995) à Comissão Parlamentar de Negócios Estrangeiros. Também foi membro do Comité Político da Assembleia Parlamentar da OTAN.
A 9 de Junho de 1995 foi feito Comendador da Ordem Militar de Cristo. Em França foi feito Comendador da Ordem Nacional do Mérito a 28 de Janeiro de 1991, agraciado com a Ordem Nacional da Legião de Honra e com a Ordem da Economia Nacional, Comendador de 1.º Grau da Ordem Real do Dannebrog da Dinamarca a 22 de Setembro de 1992, e na Alemanha recebeu a Condecoração de Mérito de Primeira Classe.